# Sundasciurus samarensis
Sundasciurus samarensis is een eekhoorn uit het geslacht Sundasciurus die voorkomt op Samar, Leyte, Biliran en Bohol (Filipijnen). De typelocatie is oorspronkelijk gegeven als simpelweg "Samar and Leyte". S. davensis behoort tot het ondergeslacht Aletesciurus en is daarbinnen het nauwst verwant aan S. philippinensis; vaak worden deze twee eekhoorns samen met S. mindanensis en S. davensis tot één soort gerekend. Door de IUCN wordt deze soort als "kwetsbaar" (VU) beschouwd.
Op Leyte en Biliran komt dit dier het meeste voor in regenwoud op niet al te grote hoogte, maar ook in landbouwgebieden. Omdat de eekhoorn gewassen beschadigt, wordt hij als een plaag bejaagd. Mannetjes zijn iets groter dan vrouwtjes. Voor 22 mannetjes uit Leyte bedraagt de totale lengte 325 tot 382 mm, de staartlengte 155 tot 177 mm, de achtervoetlengte 46 tot 50 mm, de oorlengte 20 tot 22 mm en het gewicht 210 tot 265 g, voor 11 vrouwtjes bedraagt de totale lengte 325 tot 349 mm, de staartlengte 150 tot 161 mm, de achtervoetlengte 47 tot 48 mm, de oorlengte 20 mm en het gewicht 205 tot 209 g. Voor een mannetje uit Biliran bedraagt de totale lengte 363 mm, de staartlengte 165 mm, de achtervoetlengte 49 mm, de oorlengte 19 mm en het gewicht 235 g.